# Troglohyphantes
Troglohyphantes Joseph, 1881 è un genere di ragni appartenente alla famiglia Linyphiidae.

## Distribuzione
Le 128 specie oggi note di questo genere sono state rinvenute nella regione paleartica.

## Tassonomia
Considerata un sinonimo anteriore di Stygohyphantes Kratochvíl, 1848, secondo le analisi effettuate sugli esemplari tipo di T. giromettai (Kulczyński, 1914) dall'aracnologa Deeleman-Reinhold in un suo lavoro, (1978b), in cui ha designato questa denominazione come sottogenere.
Successivamente l'elevazione al rango di genere di Stygohyphantes e di Troglodytia sono state suggerite in uno studio di Saaristo e Tanasevitch (1996b), senza accompagnare tale diagnosi con adeguate giustificazioni, per cui in questa sede non se ne tiene conto.
Dal 2011 non sono stati esaminati esemplari di questo genere.
A dicembre 2012, si compone di 128 specie e cinque sottospecie secondo l'aracnologo Platnick e di 120 specie e tre sottospecie secondo l'aracnologo Tanasevitch:
1. Troglohyphantes adjaricus Tanasevitch, 1987 — Georgia
2. Troglohyphantes affinis (Kulczyński, 1914) — Croazia, Bosnia-Erzegovina
3. Troglohyphantes affirmatus (Simon, 1913) — Spagna
4. Troglohyphantes albicaudatus Bosmans, 2006[3] — Algeria
5. Troglohyphantes albopictus Pesarini, 1989 — Italia
6. Troglohyphantes aldae Pesarini, 2001 — Italia
7. Troglohyphantes alluaudi Fage, 1919 — Spagna
8. Troglohyphantes balazuci Dresco, 1956 — Francia
9. Troglohyphantes birsteini Charitonov, 1947 — Russia, Georgia
10. Troglohyphantes bolivarorum Machado, 1939 — Spagna
11. Troglohyphantes bolognai Brignoli, 1975 — Italia
12. Troglohyphantes bonzanoi Brignoli, 1979 — Italia
13. Troglohyphantes bornensis Isaia & Pantini, 2008 — Italia
14. Troglohyphantes boudewijni Deeleman-Reinhold, 1974[4] — Montenegro
15. Troglohyphantes brevipes Deeleman-Reinhold, 1978 — Bosnia-Erzegovina
16. Troglohyphantes brignolii Deeleman-Reinhold, 1978 — Italia, Croazia
17. Troglohyphantes bureschianus Deltshev, 1975 — Bulgaria
18. Troglohyphantes caecus Fage, 1919 — Francia
19. Troglohyphantes caligatus Pesarini, 1989 — Svizzera, Italia
20. Troglohyphantes cantabricus (Simon, 1911)[5] — Spagna
21. Troglohyphantes caporiaccoi Brignoli, 1971 — Italia
22. Troglohyphantes cavadinii Pesarini, 1989 — Italia
23. Troglohyphantes cerberus (Simon, 1884) — Francia
24. Troglohyphantes charitonovi Tanasevitch, 1987 — Russia
25. Troglohyphantes cirtensis (Simon, 1910) — Algeria
26. Troglohyphantes comottii Pesarini, 1989 — Italia
27. Troglohyphantes confusus Kratochvíl, 1939 — Europa orientale
28. Troglohyphantes croaticus (Chyzer, 1894) — Europa orientale
29. Troglohyphantes cruentus Brignoli, 1971 — Slovenia
30. Troglohyphantes dalmaticus (Kulczynski, 1914)[4] — Croazia, Macedonia
31. Troglohyphantes deelemanae Tanasevitch, 1987 — Georgia
32. Troglohyphantes dekkingae Deeleman-Reinhold, 1978[6] — Bosnia-Erzegovina
  - Troglohyphantes dekkingae pauciaculeatus Deeleman-Reinhold, 1978[6] — Bosnia-Erzegovina
33. Troglohyphantes diabolicus Deeleman-Reinhold, 1978 — Slovenia
34. Troglohyphantes dinaricus (Kratochvíl, 1948)[6] — Croazia
35. Troglohyphantes diurnus Kratochvíl, 1932 — Austria, Slovenia, Croazia
36. Troglohyphantes dominici Pesarini, 1988 — Italia
37. Troglohyphantes draconis Deeleman-Reinhold, 1978 — Macedonia
38. Troglohyphantes drenskii Deltshev, 1973 — Bulgaria
39. Troglohyphantes excavatus Fage, 1919 — Italia, Austria, Europa orientale
40. Troglohyphantes exul Thaler, 1987 — Italia
41. Troglohyphantes fagei Roewer, 1931 — Germania, Austria, Italia
42. Troglohyphantes fallax Deeleman-Reinhold, 1978 — Bosnia-Erzegovina
43. Troglohyphantes fatalis Pesarini, 1988 — Italia
44. Troglohyphantes fugax (Kulczynski, 1914) — Bosnia-Erzegovina
45. Troglohyphantes furcifer (Simon, 1884) — Spagna
46. Troglohyphantes gamsi Deeleman-Reinhold, 1978 — Slovenia
47. Troglohyphantes gestroi Fage, 1933 — Italia
48. Troglohyphantes giromettai (Kulczynski, 1914)[6] — Croazia
49. Troglohyphantes gladius Wunderlich, 1995 — Turchia
50. Troglohyphantes gracilis Fage, 1919 — Slovenia
51. Troglohyphantes gregori (Miller, 1947) — Repubblica Ceca
52. Troglohyphantes hadzii Kratochvíl, 1934[4] — Bosnia-Erzegovina
53. Troglohyphantes helsdingeni Deeleman-Reinhold, 1978 — Austria, Slovenia
54. Troglohyphantes henroti Dresco, 1956 — Francia
55. Troglohyphantes herculanus (Kulczynski, 1894) — Europa orientale
56. Troglohyphantes inermis Deeleman-Reinhold, 1978 — Macedonia
57. Troglohyphantes iulianae Brignoli, 1971 — Italia
58. Troglohyphantes jamatus Roewer, 1931 — Slovenia
59. Troglohyphantes jeanneli Dumitrescu & Georgescu, 1970 — Romania
60. Troglohyphantes juris Thaler, 1982 — Italia
61. Troglohyphantes karawankorum Deeleman-Reinhold, 1978 — Austria, Slovenia
62. Troglohyphantes karolianus Topçu, Türkes & Seyyar, 2008 — Turchia
63. Troglohyphantes konradi Brignoli, 1975 — Italia
64. Troglohyphantes kordunlikanus Deeleman-Reinhold, 1978 — Croazia
65. Troglohyphantes kratochvili Drensky, 1935 — Macedonia
66. Troglohyphantes labrada Wunderlich, 2012 — isole Canarie
67. Troglohyphantes lakatnikensis Drensky, 1931 — Bulgaria
68. Troglohyphantes lanai Isaia & Pantini, 2010 — Italia
69. Troglohyphantes latzeli Thaler, 1986 — Austria
70. Troglohyphantes lesserti Kratochvíl, 1935 — Penisola balcanica
71. Troglohyphantes lessinensis Caporiacco, 1936 — Italia
72. Troglohyphantes liburnicus Caporiacco, 1927 — Penisola balcanica
73. Troglohyphantes lucifuga (Simon, 1884) — Europa
74. Troglohyphantes marqueti (Simon, 1884)[7] — Francia
  - Troglohyphantes marqueti pauciaculeatus Simon, 1929[8] — Francia
75. Troglohyphantes microcymbium Pesarini, 2001 — Italia
76. Troglohyphantes milleri (Kratochvíl, 1948)[6] — Bosnia-Erzegovina
77. Troglohyphantes montanus Absolon & Kratochvíl, 1932 — Bosnia-Erzegovina
78. Troglohyphantes nigraerosae Brignoli, 1971 — Italia
79. Troglohyphantes noricus (Thaler & Polenec, 1974) — Germania, Austria
80. Troglohyphantes novicordis Thaler, 1978 — Austria
81. Troglohyphantes numidus (Simon, 1911) — Algeria
82. Troglohyphantes nyctalops Simon, 1911 — Spagna
83. Troglohyphantes orghidani Dumitrescu & Georgescu, 1977 — Romania
84. Troglohyphantes oromii (Ribera & Blasco, 1986) — Isole Canarie
85. Troglohyphantes orpheus (Simon, 1884) — Francia
86. Troglohyphantes paulusi Thaler, 2002 — Iran
87. Troglohyphantes pavesii Pesarini, 1988 — Italia
88. Troglohyphantes pedemontanus (Gozo, 1908) — Italia
89. Troglohyphantes phragmitis (Simon, 1884) — Francia
90. Troglohyphantes pisidicus Brignoli, 1971 — Turchia
91. Troglohyphantes pluto Caporiacco, 1938 — Italia
92. Troglohyphantes poleneci Wiehle, 1964 — Italia, Slovenia
93. Troglohyphantes polyophthalmus Joseph, 1881[9] — Slovenia
94. Troglohyphantes pretneri Deeleman-Reinhold, 1978 — Montenegro
95. Troglohyphantes pugnax Deeleman-Reinhold, 1978 — Bosnia-Erzegovina
96. Troglohyphantes pumilio Denis, 1959 — Francia
97. Troglohyphantes pyrenaeus Simon, 1907 — Francia
98. Troglohyphantes racovitzai Dumitrescu & Georgescu, 1970 — Romania
99. Troglohyphantes regalini Pesarini, 1989 — Italia
100. Troglohyphantes roberti Deeleman-Reinhold, 1978 — Croazia
  - Troglohyphantes roberti dalmatensis Deeleman-Reinhold, 1978 — Croazia
101. Troglohyphantes ruffoi Caporiacco, 1936 — Italia
102. Troglohyphantes salax (Kulczynski, 1914) — Bosnia-Erzegovina
103. Troglohyphantes saouaf Bosmans, 2006 — Algeria, Tunisia
104. Troglohyphantes sarae Pesarini, 2011 — Italia
105. Troglohyphantes sbordonii Brignoli, 1975 — Austria, Italia, Slovenia
106. Troglohyphantes schenkeli (Miller, 1937) — Slovacchia
107. Troglohyphantes sciakyi Pesarini, 1989 — Italia
108. Troglohyphantes scientificus Deeleman-Reinhold, 1978 — Italia, Slovenia
109. Troglohyphantes similis Fage, 1919 — Slovenia
110. Troglohyphantes simoni Fage, 1919 — Francia
111. Troglohyphantes sketi Deeleman-Reinhold, 1978 — Slovenia
112. Troglohyphantes solitarius Fage, 1919 — Francia
113. Troglohyphantes sordellii (Pavesi, 1875) — Svizzera, Italia
114. Troglohyphantes spatulifer Pesarini, 2001 — Italia
115. Troglohyphantes spinipes Fage, 1919 — Slovenia
116. Troglohyphantes strandi Absolon & Kratochvíl, 1932 — Croazia
117. Troglohyphantes subalpinus Thaler, 1967 — Germania, Austria
118. Troglohyphantes svilajensis (Kratochvíl, 1948)[6] — Croazia
  - Troglohyphantes svilajensis bosnicus (Kratochvíl, 1948)[6] — Bosnia-Erzegovina
  - Troglohyphantes svilajensis noctiphilus (Kratochvíl, 1948)[6] — Croazia
119. Troglohyphantes tauriscus Thaler, 1982 — Austria
120. Troglohyphantes thaleri Miller & Polenec, 1975 — Austria, Slovenia
121. Troglohyphantes trispinosus Miller & Polenec, 1975 — Slovenia
122. Troglohyphantes troglodytes (Kulczynski, 1914)[4] — Bosnia-Erzegovina
123. Troglohyphantes typhlonetiformis Absolon & Kratochvíl, 1932 — Austria, Slovenia
124. Troglohyphantes vicinus Miller & Polenec, 1975 — Slovenia
125. Troglohyphantes vignai Brignoli, 1971 — Italia
126. Troglohyphantes wiebesi Deeleman-Reinhold, 1978 — Bosnia-Erzegovina
127. Troglohyphantes wiehlei Miller & Polenec, 1975 — Austria, Europa orientale
128. Troglohyphantes zanoni Pesarini, 1988 — Italia

### Specie trasferite
- Troglohyphantes bureschi Drensky, 1931, trasferita al genere Lepthyphantes Menge, 1866[1].
- Troglohyphantes cavernarum (L. Koch, 1872), trasferita al genere Centromerus Dahl, 1886.
- Troglohyphantes decolor (Westring, 1861), trasferita al genere Improphantes Saaristo & Tanasevitch, 1996.
- Troglohyphantes janetscheki Schenkel, 1950, trasferita al genere Mughiphantes Saaristo & Tanasevitch, 1999.
- Troglohyphantes kokoko Ivie, 1966, trasferita al genere Oreophantes Eskov, 1984.
- Troglohyphantes lepthyphantiformis (Strand, 1907), trasferita al genere Formiphantes Saaristo & Tanasevitch, 1996.
- Troglohyphantes margerisoni Falconer, 1919, trasferita al genere Centromerita Dahl, 1912.
- Troglohyphantes microps Roewer, 1931, trasferita al genere Porrhomma Simon, 1884.
- Troglohyphantes molestus Tanasevitch, 1989, trasferita al genere Lidia Saaristo & Marusik, 2004.
- Troglohyphantes nanus Schenkel, 1950, trasferita al genere Mughiphantes Saaristo & Tanasevitch, 1999.
- Troglohyphantes rhodopensis Drensky, 1931, trasferita al genere Antrohyphantes Dumitrescu, 1971.
- Troglohyphantes trnovensis Drensky, 1931, trasferita al genere Lepthyphantes Menge, 1866.

### Sinonimi
- Troglohyphantes anellii Caporiacco, 1938, posta in sinonimia con Troglohyphantes excavatus Fage, 1919, a seguito di un lavoro dell'aracnologa Deeleman-Reinhold (1978b)[1].
- Troglohyphantes bayeri Absolon & Kratochvíl, 1932, posta in sinonimia con Troglohyphantes affinis (Kulczyński, 1914) a seguito di un lavoro della Deeleman-Reinhold (1978b).
- Troglohyphantes casalei Brignoli, 1979, posta in sinonimia con Troglohyphantes lessinensis Caporiacco, 1936 a seguito di un lavoro dell'aracnologo Gasparo (2000b).
- Troglohyphantes cornutus Deeleman-Reinhold, 1978, posta in sinonimia con Troglohyphantes sbordonii Brignoli, 1975 a seguito di uno studio di Gasparo (2000b).
- Troglohyphantes delmastroi Pesarini, 2001, posta in sinonimia con Troglohyphantes iulianae Brignoli, 1971 a seguito di un lavoro degli aracnologi Isaia & Pantini del 2010.
- Troglohyphantes ghidinii (Lessert, 1906), posta in sinonimia con Troglohyphantes sordellii (Pavesi, 1875) a seguito di un lavoro di Caporiacco (1941a).
- Troglohyphantes goidanichi Caporiacco, 1927, posta in sinonimia con Troglohyphantes liburnicus Caporiacco, 1927 a seguito di un lavoro della Deeleman-Reinhold (1978b).
- Troglohyphantes jugoslavicus Kratochvíl, 1934, posta in sinonimia con Troglohyphantes jamatus Roewer, 1931 a seguito di un lavoro dell'aracnologa Deeleman-Reinhold (1978b).
- Troglohyphantes kulczynskii Fage, 1931, posta in sinonimia con Troglohyphantes herculanus (Kulczynski, 1894) a seguito di un lavoro delle aracnologhe Dumitrescu & Georgescu del 1970.
- Troglohyphantes lucifuga ferrinii Dresco, 1959, posta in sinonimia con Troglohyphantes lucifuga (Simon, 1884) a seguito di un lavoro di Brignoli (1979o).
- Troglohyphantes paolettii Brignoli, 1971, posta in sinonimia con Troglohyphantes ruffoi Caporiacco, 1936 a seguito di uno studio dell'aracnologo Thaler (1987a).
- Troglohyphantes rupicapra Brignoli, 1971, posta in sinonimia con Troglohyphantes vignai Brignoli, 1971 a seguito di un lavoro di Pesarini (2001b). Detta sinonimia è stata confermata su base genetica a seguito di uno studio di Mammola et al. (2015)[10].
- Troglohyphantes similis dubius Kratochvíl, 1934 (inizialmente rimossa dalla sinonimia con Troglohyphantes similis Fage, 1919, e poi posta in sinonimia con Troglohyphantes spinipes Fage, 1919 a seguito dello studio della Deeleman-Reinhold (1978b).
- Troglohyphantes tirolensis Schenkel, 1950, posta in sinonimia con Troglohyphantes fagei Roewer, 1931 a seguito di un lavoro di Pesarini (2001b).
- Troglohyphantes zorzii Caporiacco, 1948, posta in sinonimia con Troglohyphantes lessinensis Caporiacco, 1936 a seguito di uno studio di Gasparo (2000b).